# 黎光 (1925年)
黎光（1925年2月—2021年7月17日），男，直隶（今河北）安新人，中华人民共和国政治人物，曾任中共北京市委政法委书记，北京市人大常委会副主任，第八届全国人大代表。

## 生平
1984年8月至1993年2月，任中共北京市委常委兼政法委书记，市委常委、政法委书记、市人大常委会副主任，市人大常委会副主任、党组副书记。1996年10月离休。2021年7月17日，他在北京逝世，享年96岁。